# Compétition qualificative pour le Challenge européen 2016-2017
Navigation
2015-2016 2017-2018
La compétition qualificative pour le Challenge européen 2016-2017 oppose pour la saison 2015-2016 dix équipes européennes de rugby à XV. La compétition est organisée en deux phases successives. Une première phase de poules se déroule en matchs aller-retour à la fin de laquelle sont issues les deux équipes ayant terminé en tête de leur groupe. La compétition se poursuit par deux matchs en aller-retour de barrage entre un vainqueur de poule et une équipe qualifié en Challenge européen 2015-2016 issu des pays émergents. 

## Présentation

### Équipes en compétition[Note 1]
| - Rugby Rovigo - Fiamme Oro - Mogliano SSD | - Heidelberger RK (1. Bundesliga) - Kituro RC (Bofferding Rugby League) - Valladolid RAC (División de Honor) - Timișoara Saracens (SuperLiga) - GD Direito (Campeonato Super Bock) | - Ienisseï-STM (Professionalnaïa Regbiïnaïa Liga) - Calvisano (Eccellenza) |

### Format
Les formations affrontent les équipes de l'autre poule avec deux matchs à domicile et deux matchs à l'extérieur pour chaque équipe. Quatre points sont accordés pour une victoire et deux pour un nul. De plus, un point de bonus est accordé par match aux équipes qui inscrivent au moins quatre essais et un point de bonus est octroyé au club perdant un match par sept points d'écart ou moins. Les vainqueurs de chaque poule participent aux barrages. Les vainqueurs de poules reçoivent au match aller des barrages et se déplacent chez l'une des équipes qualifiées en Challenge européen issue des pays émergents.

## Phase de poules

### Poule A

#### Classement
| Rang | Équipe          | J | V | N | D | Em | Ee | Bo | Bd | Pm  | Pe | Diff | Pts |
| ---- | --------------- | - | - | - | - | -- | -- | -- | -- | --- | -- | ---- | --- |
| 1    | Rugby Rovigo    | 4 | 3 | 0 | 1 | 18 | 10 | 3  | 0  | 136 | 77 | +59  | 15  |
| 2    | Heidelberger RK | 4 | 3 | 0 | 1 | 15 | 8  | 2  | 1  | 109 | 68 | +41  | 15  |
| 3    | Fiamme Oro      | 4 | 3 | 0 | 1 | 9  | 5  | 0  | 0  | 74  | 51 | +23  | 12  |
| 4    | Valladolid RAC  | 4 | 2 | 0 | 2 | 14 | 7  | 1  | 0  | 114 | 68 | +46  | 9   |

### Poule B

#### Classement
| Rang | Équipe             | J | V | N | D | Em | Ee | Bo | Bd | Pm  | Pe  | Diff | Pts |
| ---- | ------------------ | - | - | - | - | -- | -- | -- | -- | --- | --- | ---- | --- |
| 1    | Timișoara Saracens | 4 | 4 | 0 | 0 | 15 | 5  | 3  | 0  | 126 | 48  | +78  | 19  |
| 2    | GD Direito         | 4 | 1 | 0 | 3 | 8  | 9  | 0  | 2  | 72  | 82  | -10  | 6   |
| 3    | Mogliano SSD       | 4 | 0 | 0 | 4 | 6  | 13 | 1  | 1  | 49  | 105 | -56  | 2   |
| 4    | Kituro RC          | 4 | 0 | 0 | 4 | 1  | 29 | 0  | 0  | 20  | 198 | -178 | 0   |

## Phase finale

### Barrages
| Équipe             | Aller   | Total   | Retour  | Équipe          |
| ------------------ | ------- | ------- | ------- | --------------- |
| Timișoara Saracens | 36 - 23 | 64 - 40 | 28 - 17 | Rugby Calvisano |
| Rugby Rovigo       | 0 - 31  | 5 - 70  | 5 - 39  | Ienisseï-STM    |

#### Match aller
| 9 avril 2016 15 h 00 | Timișoara Saracens | 36 - 23 (16 - 6) | Rugby Calvisano | Stade Dan-Păltinișanu, Timișoara 1 000 spectateurs Arbitre : Andrew Brace |
| 9 avril 2016 15 h 00 | Essai(s) : 4 Stephen Shennan (17e), Kinikinilau (36e), Tangimana (41e), Umaga (48e) Transformation(s) : 2 Calafeteanu (41e, 48e) Pénalité(s) : 4 Calafeteanu (6e, 40e+2, 45e, 65e) |                  | Essai(s) : 3 De Santis (62e), Susio (68e, 78e) Transformation(s) : 1 Vlaicu (68e) Pénalité(s) : 2 Vlaicu (4e, 21e) Carton(s) jaune(s) : 1 Cavalieri (45e) | Stade Dan-Păltinișanu, Timișoara 1 000 spectateurs Arbitre : Andrew Brace |
| 9 avril 2016 15 h 00 | |                  | | Stade Dan-Păltinișanu, Timișoara 1 000 spectateurs Arbitre : Andrew Brace |

| 9 avril 2016 16 h 00 | Rugby Rovigo | 0 - 31 (0 - 14) | Ienisseï-STM | Stade Mario-Battaglini, Rovigo Arbitre : Tom Foley |
| 9 avril 2016 16 h 00 |              | Essai(s) : 5 Baranovs (18e), Orlov (34e), Gaïssine (47e, 62e), Temnov (67e) Transformation(s) : 3 Kouchnariov (18e, 34e, 47e) |              | Stade Mario-Battaglini, Rovigo Arbitre : Tom Foley |
| 9 avril 2016 16 h 00 |              | |              | Stade Mario-Battaglini, Rovigo Arbitre : Tom Foley |

#### Match retour
| 23 avril 2016 15 h 00 | Ienisseï-STM | 39 - 5 (20 - 0) | Rugby Rovigo              | Stade Trud, Krasnodar Arbitre : Ben Whitehouse |
| 23 avril 2016 15 h 00 | Essai(s) : 5 Simonov (17e, 50e), Kourachov (22e), Roudoï (55e), Magomedov (73e) Transformation(s) : 4 Kouchnariov (17e, 22e, 50e, 73e) Pénalité(s) : 2 Kouchnariov (8e, 21e) |                 | Essai(s) : 1 Lubian (64e) | Stade Trud, Krasnodar Arbitre : Ben Whitehouse |
| 23 avril 2016 15 h 00 | |                 |                           | Stade Trud, Krasnodar Arbitre : Ben Whitehouse |

| 23 avril 2016 16 h 00 | Rugby Calvisano | 17 - 28 (3 - 6) | Timișoara Saracens | Peroni Stadium, Calvisano 1 500 spectateurs Arbitre : Craig Maxwell-Keys |
| 23 avril 2016 16 h 00 | Essai(s) : 2 Minozzi (46e), Tuivaiti (71e) Transformation(s) : 2 Buscema (46e, Minozzi (71e) Pénalité(s) : 1 Buscema (13e) |                 | Essai(s) : 3 Drenceanu (53e), Burcea (58e), Sefanaia (73e) Transformation(s) : 2 Calafeteanu (53e, 58e) Pénalité(s) : 3 Calafeteanu (2e, 40e, 78e) | Peroni Stadium, Calvisano 1 500 spectateurs Arbitre : Craig Maxwell-Keys |
| 23 avril 2016 16 h 00 | |                 | | Peroni Stadium, Calvisano 1 500 spectateurs Arbitre : Craig Maxwell-Keys |